# Heidi Knake-Werner
Heidi Knake-Werner (* 5. März 1943 in Tomaschau, Generalgouvernement) ist eine ehemalige deutsche Politikerin (Die Linke). Sie war von 1994 bis 2002 Mitglied des Deutschen Bundestages und von 2002 bis 2009 Senatorin im Land Berlin.

## Leben
Ihre Kindheit verbrachte Heidi Knake-Werner in Wilhelmshaven, wo sie 1964 ihr Abitur ablegte. Es folgte ein Studium an der Universität Göttingen, das sie 1969 als Diplom-Sozialwirtin abschloss. Nach wissenschaftlicher Tätigkeit an den Universitäten Oldenburg und Bremen promovierte Knake-Werner an der Universität Oldenburg, dort war sie anschließend als Wissenschaftliche Mitarbeiterin im Bereich Familien-, Bildungs- und Industriesoziologie tätig.
Seit 1969 gehört Knake-Werner Mitgliedsgewerkschaften des DGB an. Von 1970 bis 1981 war sie Mitglied der SPD, für die sie u. a. das Amt einer Stadträtin in Oldenburg bekleidete. Von 1981 bis 1989 war sie Mitglied der DKP.
1990 trat Heidi Knake-Werner der PDS bei und wurde wissenschaftliche Mitarbeiterin der PDS-Bundestagsgruppe. In der Partei war sie zunächst im Präsidium, nach dessen Abschaffung bis 2002 im Bundesvorstand tätig.
Knake-Werner war von 1994 bis 2002 Mitglied des Deutschen Bundestags. In der Legislaturperiode 1994–1998 war sie stellvertretende Gruppenvorsitzende der PDS-Bundestagsgruppe. Während der Legislaturperiode 1998–2002 war Knake-Werner von 1998 bis Oktober 2000 stellvertretende Fraktionsvorsitzende der PDS-Fraktion und stellvertretende Vorsitzende des Ausschusses für Arbeit und Sozialordnung. Von Oktober 2000 bis Januar 2002 war sie Erste Parlamentarische Geschäftsführerin der PDS-Fraktion. Daneben war sie ehrenamtliche Vorsitzende der Deutsch-Portugiesischen Parlamentariergruppe des Deutschen Bundestages. Sie schied am 17. Februar 2002 aus, um ein Senatorenamt in Berlin anzunehmen. Ihr Nachfolger im Bundestag war Wolfgang Bierstedt.
Vom 17. Januar 2002 bis November 2006 war Knake-Werner Berliner Senatorin für Gesundheit, Soziales und Verbraucherschutz, seit dem 23. November 2006 Senatorin für Integration, Arbeit und Soziales. Bei der Berliner Wahl 2006 wurde sie in das Abgeordnetenhaus von Berlin gewählt, schied aber ein halbes Jahr später wegen ihres Senatorenamts aus. Am 15. Oktober 2009 trat sie aus Altersgründen von ihrem Amt zurück.
Die Landesverband Berlin der Volkssolidarität hat Heidi Knake-Werner im Oktober 2010 zur Vorsitzenden gewählt.  Sie ist im Oktober 2014 erneut wiedergewählt worden. Seit 2021 ist sie Ehrenmitglied des Berliner Verbandes der Volkssolidarität.
Knake-Werner war verheiratet mit Harald Werner.

## Veröffentlichungen
- In roten Schuhen. Meine politischen Wege. Ulrike Helmer Verlag, Sulzbach (Taunus) 2011, ISBN 978-3-89741-332-0.